# Lunedskyrkan
Lunedskyrkan är en kyrkobyggnad som tillhör Karlskoga församling i Karlstads stift. Kyrkan ligger i Lunnedet omkring en mil norr om centrala Karlskoga.

## Kyrkobyggnaden
Träkyrkan är en så kallad vandringskyrka, tillverkad av Oresjö Sektionshus. Byggnadens första placering var på Skogsrundan inne i Karlskoga där den uppfördes 1969 och fick namnet Söderkyrkan. När Söderkyrkans nuvarande kyrkobyggnad uppfördes flyttades vandringskyrkan till sin nuvarande plats, där den invigdes 1985 under namnet Lunedskyrkan.
Kyrkan är byggd av prefabricerade element i trä och vilar på en grund av betongplintar. Fasaderna är klädda med vitmålad stående lockpanel. Till sin form är kyrkan en treskeppig basilika, där mittskeppet har ett brant sadeltak och sidoskeppen plana tak med lägre höjd. Kyrkorummet är orienterat i nord-sydlig riktning med ingången i norr och koret i söder.
Kyrkorummet har ett lackat furugolv som möblerats med lösa stolar som kan kopplas samman. Innerväggarna är klädda med stående vitlaserad spontad panel. Vid den glasade korväggen i söder står altaret.

## Inventarier
- I kyrkan finns en dopfunt av betsad bok med cuppa av tenn.
- I kyrkorummets nordöstra del finns en digitalorgel av märket Allen med två manualer och pedal. Orgeln är klädd med brun ekfanér.

## Galleri

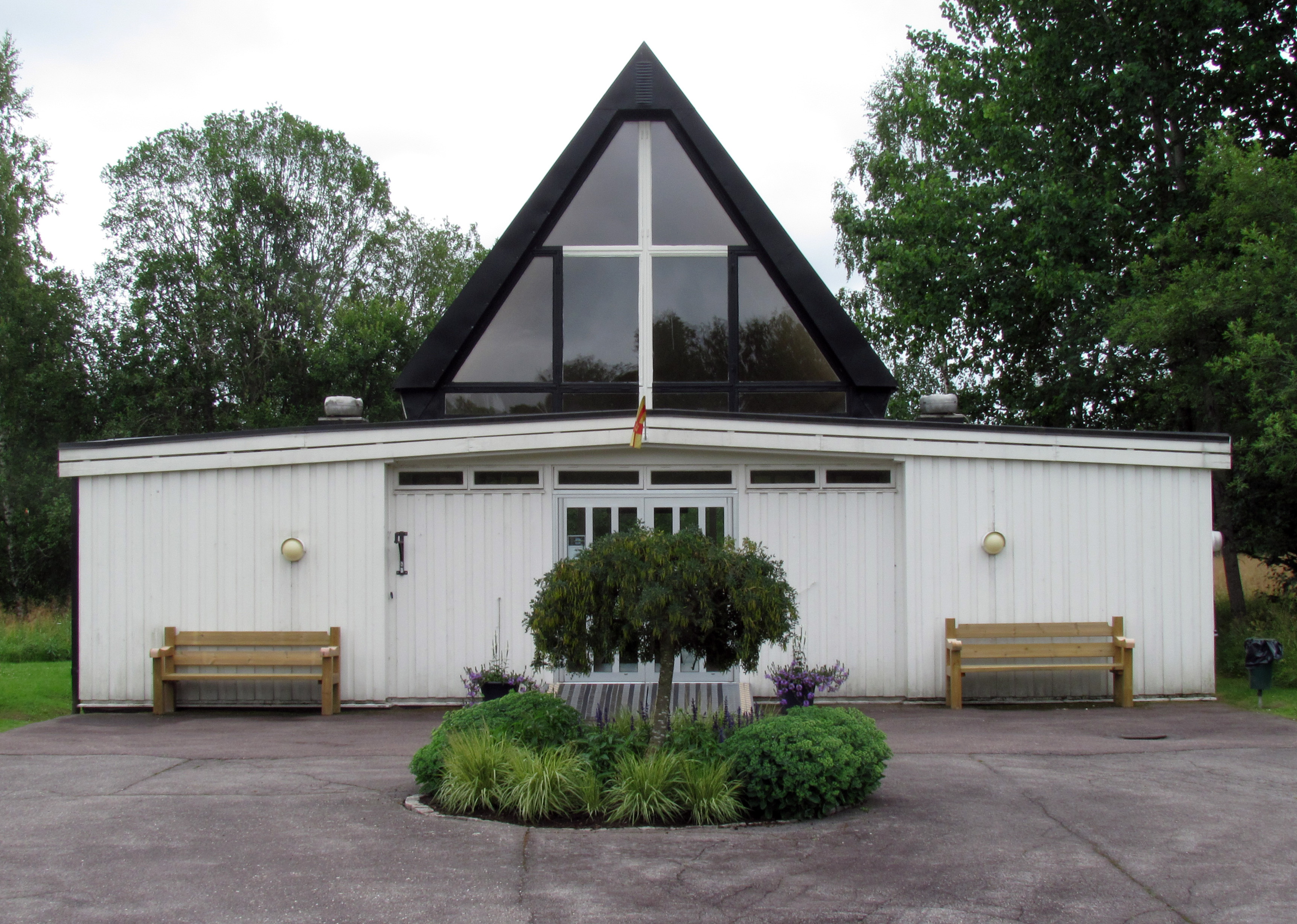
Lunedskyrkan från norr
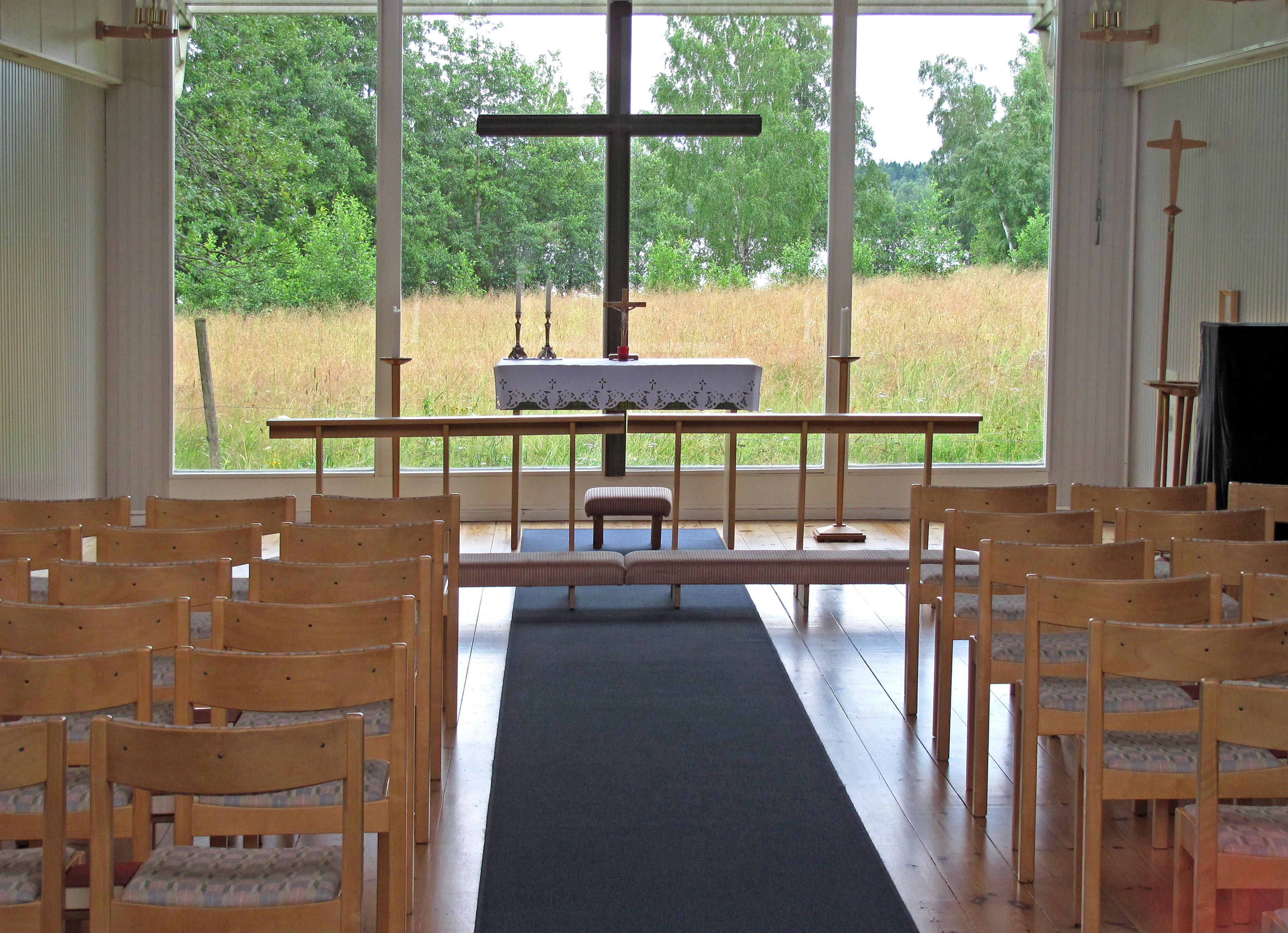
Kyrkorummet

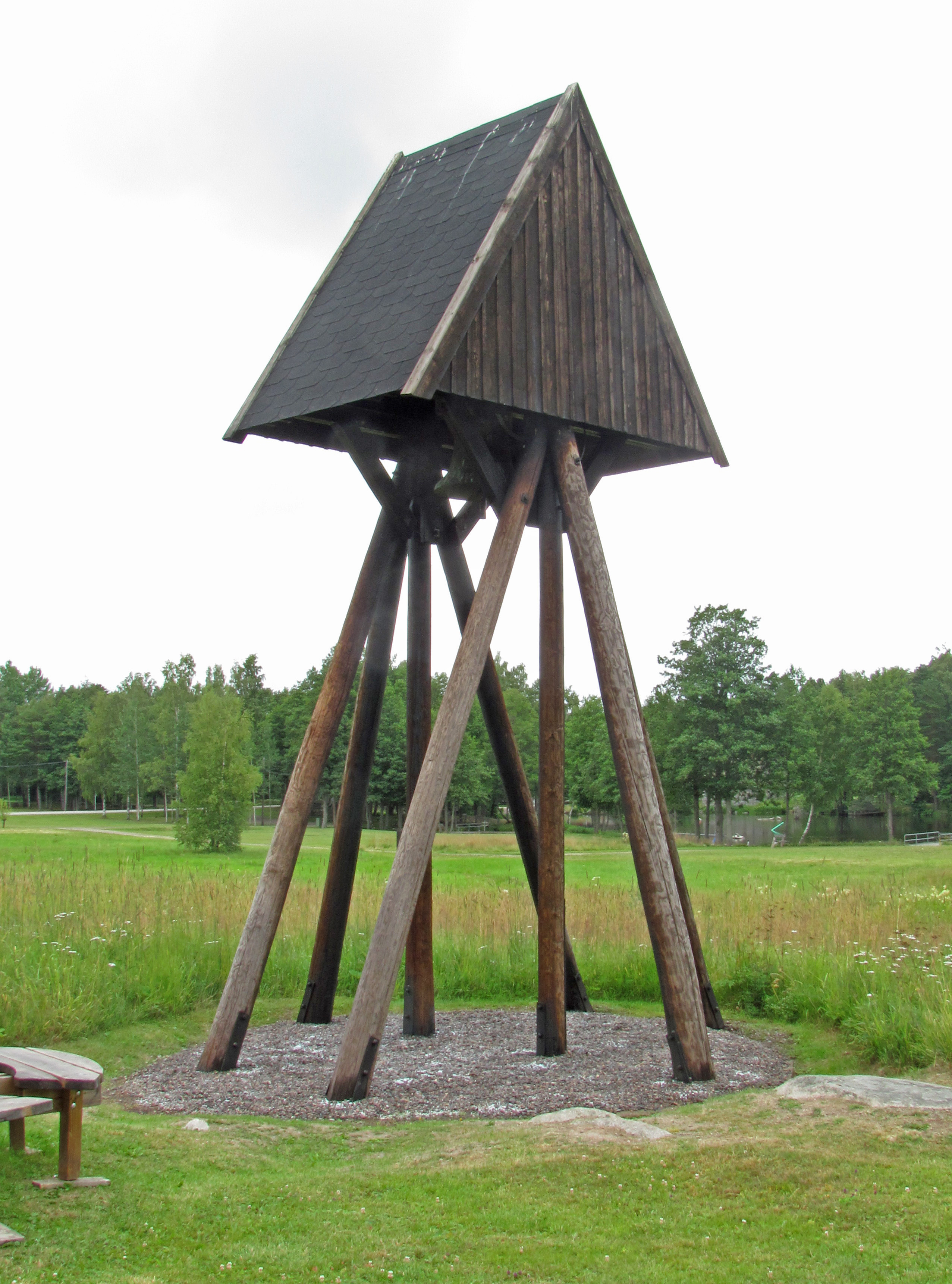
Klockstapeln

### Webbkällor
- Kyrkor i Karlstads stift Del II, Utgiven av Värmlands Museum och Karlstads stift, 2008, ISBN 91-85224-72-3
- Karlskoga församling